# Holotrichia laevigata
Holotrichia laevigata är en skalbaggsart som beskrevs av Zhang 1965. Holotrichia laevigata ingår i släktet Holotrichia och familjen Melolonthidae. Inga underarter finns listade i Catalogue of Life.